# اسما رجپووا
اِسما رِجـِپووا (مقدونی: Есма Реџепова؛ ‏ pronounced [ˈɛsma rɛˈd͡ʒɛpɔva tɛɔdɔˈsiɛfska]؛ زاده ۸ اوت ۱۹۴۳) موسیقی‌دان و خواننده-ترانه‌پرداز اهل مقدونیه شمالی بود.
او در مسابقه آواز یوروویژن ۲۰۱۳ به همراه ولاتکو لوزانسکی نماینده مقدونیه بود.